# Ян Грегор ван дер Схардт

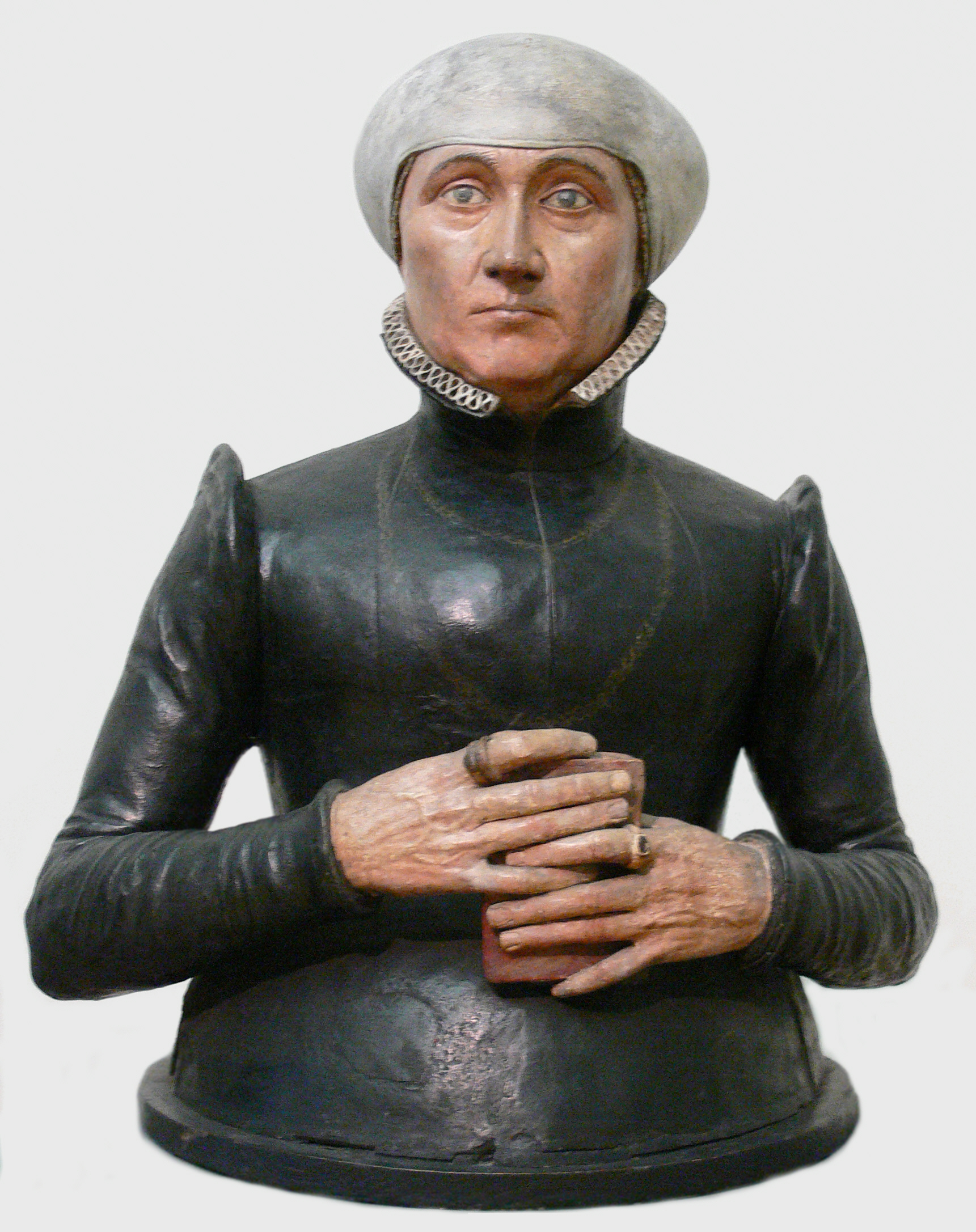
Погруддя Анни Імгофф. Нюрнберг, бл. 1480. Музей Боде, Берлін

Ян (або Йоган) Грегор ван дер Схардт (також Шардт) (нід. Johan Gregor van der Schardt; бл. 1530, Неймеген — після 1581, Данія) — скульптор родом з Неймегена, представник Північного Відродження.
Про життя художника відомо мало. Народився у Неймегені. У 1560-х роках подорожував по Італії, де, ймовірно, робив копії скульптур з античних зразків. У 1569 році вступив на службу до імператора Максиміліана II (1527—1576) у Відні, однак продовжував виконувати приватні замовлення в його рідному місті Нюрнберзі. Наприклад, він створив терракотові портрети видатних земляків. Він також створив схожий автопортрет близько 1573 року; ця робота є одним з найбільш ранніх відомих автопортретів скульптора.
Після смерті Максиміліана II в 1576 році перебрався до данського двору. У 1579 році повернувся до Нюрнберга. Попри відсутність інформації про життя ван дер Схардта після 1581 року, вважається, що він повернувся у Данію, де працював 1580-х і помер там на початку 1590-х років.
Твори зберігаються у Державному музеї в Амстердамі, Кунсткамера (Музей історії мистецтв) у Відні, Музеї Боде у Берліні та ін.